# Ptačí pozorovatelna Orjaku
Ptačí pozorovatelna Orjaku nebo rozhledna Orjaku, estonsky Orjaku linnuvaatlustorn nebo Orjaku vaatetorn, je dřevěná ptačí pozorovatelna/rozhledna a také dřevěná obytná budova u vesnice Orjaku na ostrově Hiiumaa v kraji Hiiumaa v Estonsku.

## Galerie

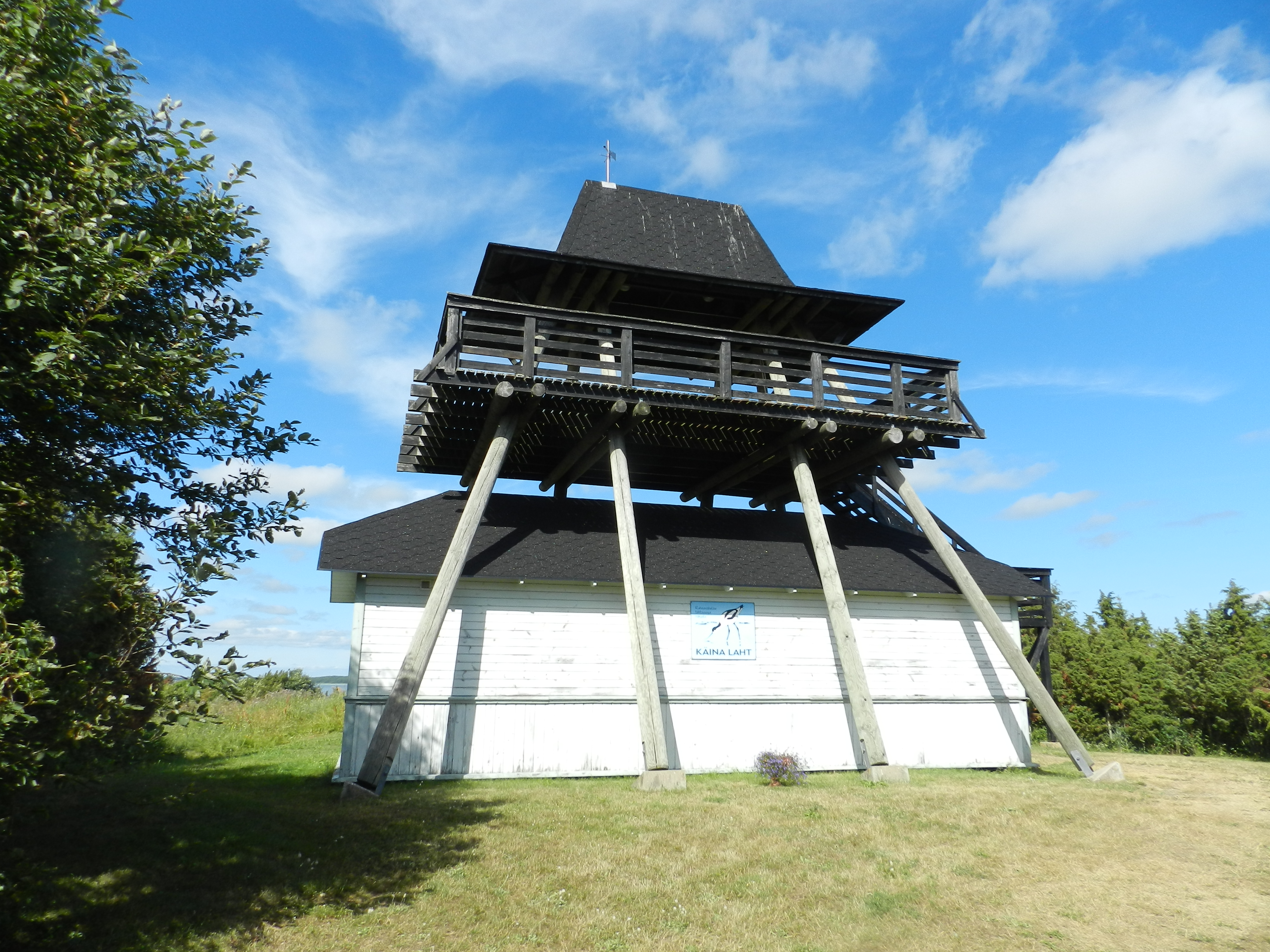
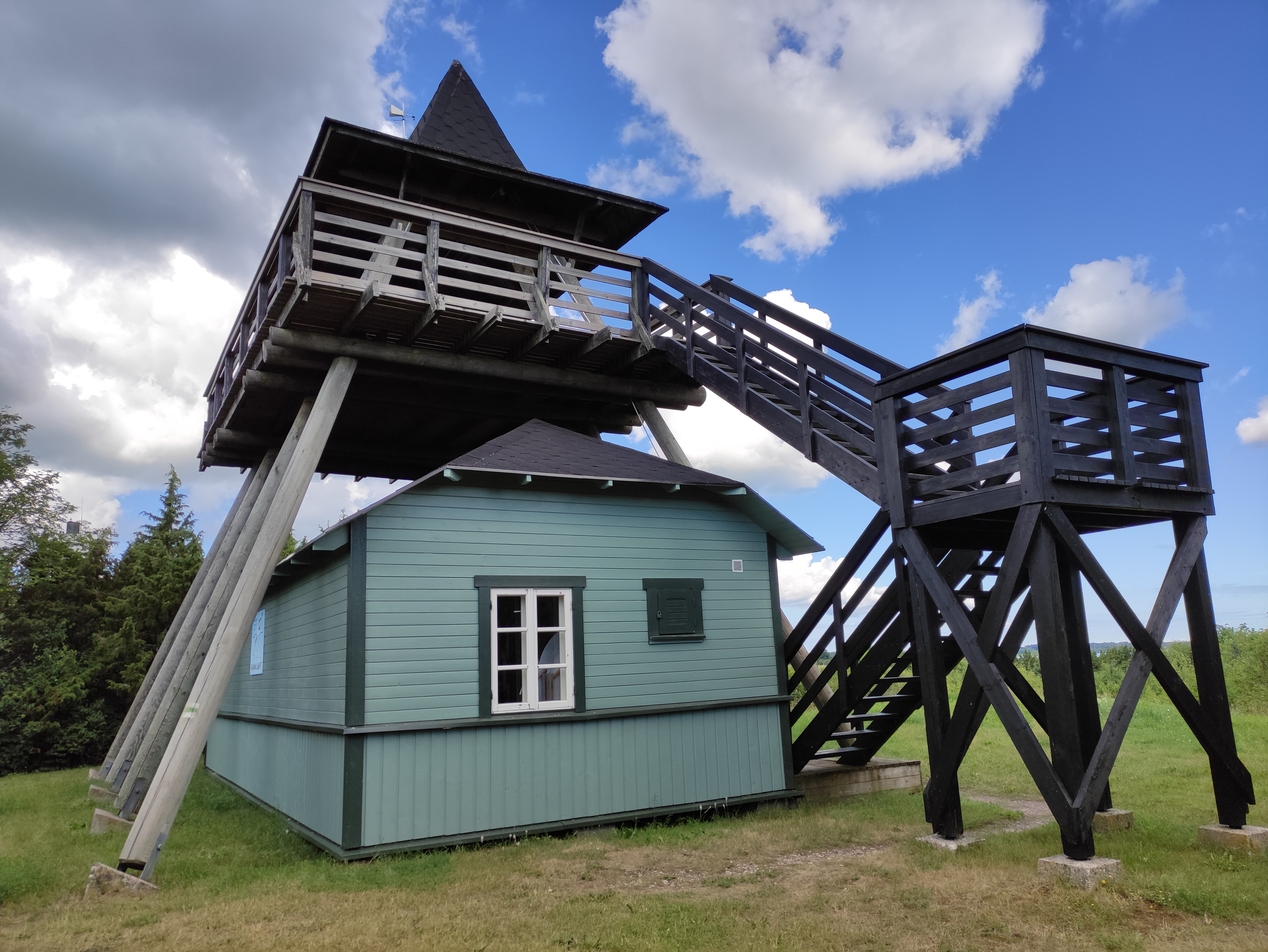
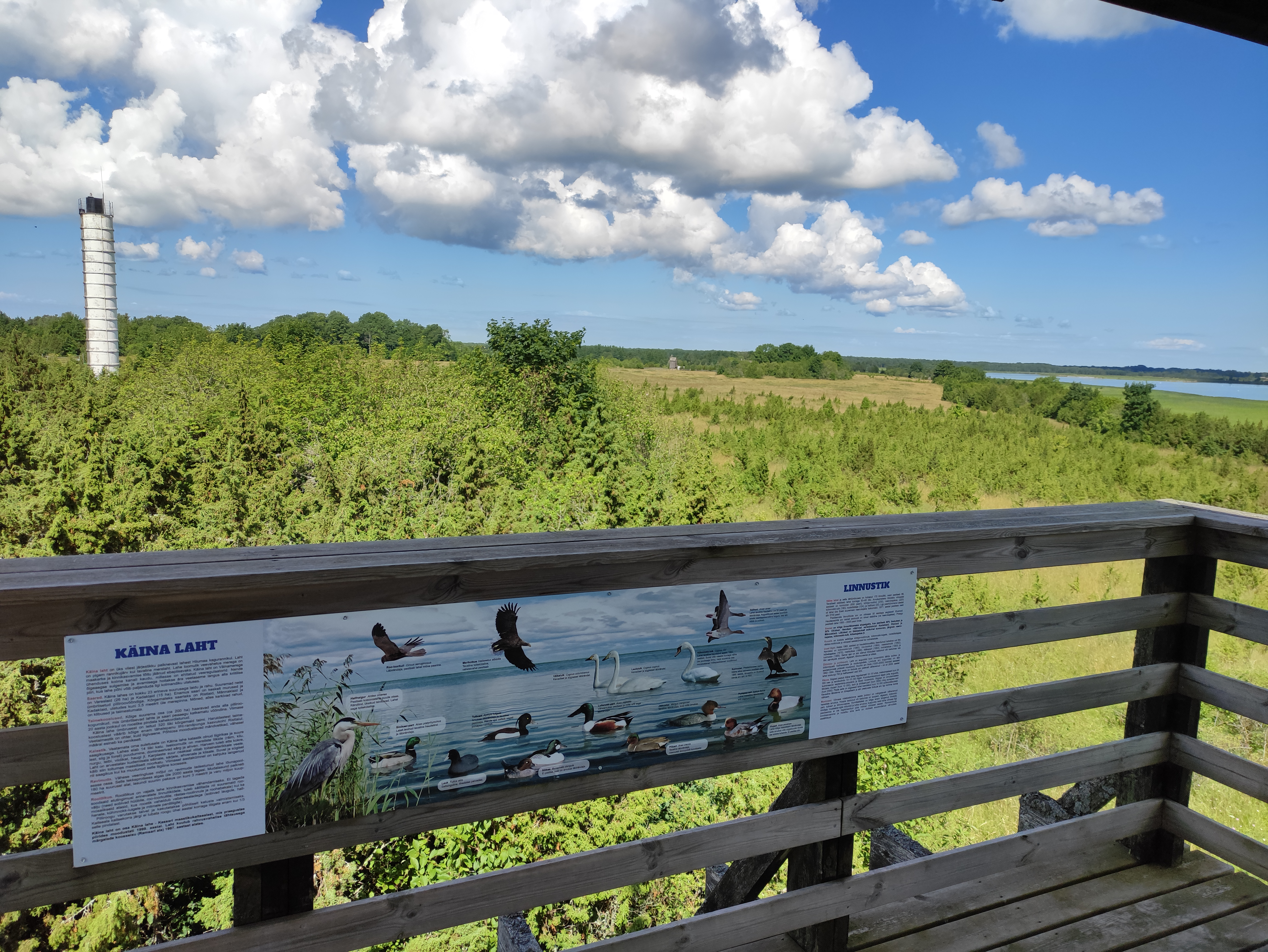
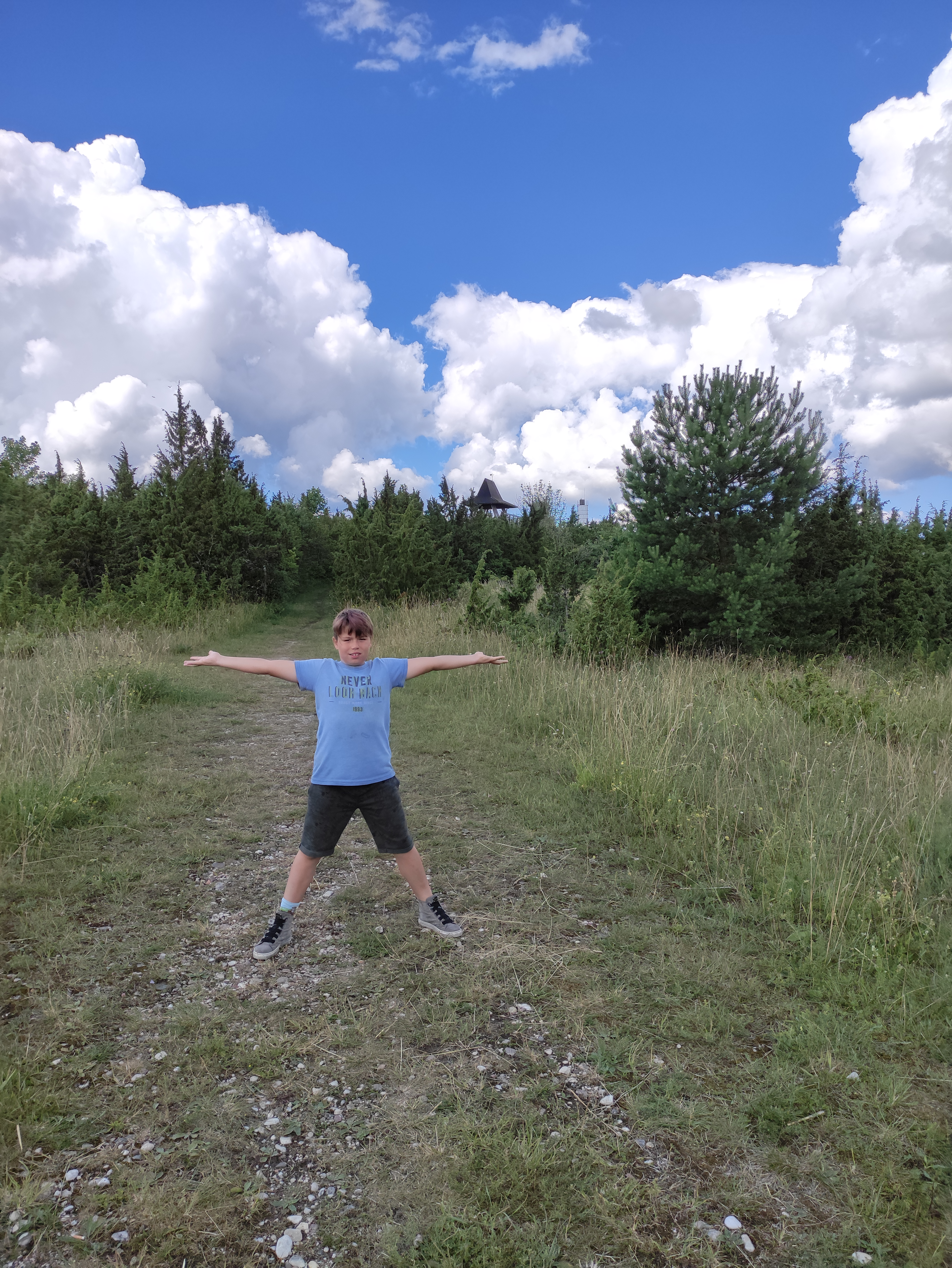

## Další informace
Ptačí pozorovatelna Orjaku je jednou z největších ptačích pozorovatelen v Estonsku. Netradiční zastřešená vyhlídka je postavena nad domem. Přístup je proveden pomocí vnějšího schodiště s odpočívadlem. Na jaře a na podzim lze z věže pozorovat tisíce stěhovavých ptáků, kteří se zastavují k odpočinku v zátoce Käina, kde je chráněná krajinná oblast. Místo je celoročně volně přístupné. V blízkosti věže se nacházejí turistické stezky.